# مایدان کاشتلانگسکی
مایدان کاشتلانگسکی (به لاتین: Majdan Kasztelański) یک روستا در لهستان است که در گمینا یوزفوو واقع شده‌است. مایدان کاشتلانگسکی ۱۵۹ نفر جمعیت دارد.